# ねらいうち!
『ねらいうち!』は、篠原知宏による日本の漫画作品。

## 概要
- 講談社『マガジンSPECIAL』2011年No.11より連載を開始。2014年No.3にて最終回を迎え連載終了。
- 『マガジンSPECIAL』2011年No.06において読切作品4本の中から読者投票で連載を決めるという企画「マガスペ杯」が行われ、同作の読切が優勝した。
- 才能のない主人公が、憧れの先輩と弓道部で学園生活を送るラブコメディである。
- 作者は弓道経験者[1]である。

## あらすじ
小学校6年生の国村薫は、とあるきっかけで弓を持ったセーラー服の女の子に憧れ、その時に見た八代千草という名前を頼りに見沼中央高校を探して入学する。弓道場で再会することができたが、ちゃらちゃらしたギャルへと変貌していた。部員は全て女子でわずか4人。変わり果てた千草に頭を抱える薫のその後は…。

## 登場人物

### 埼玉県立見沼中央高校
前年は大会前に女子部員が家庭の都合で退部してしまい、団体戦には出場していない。
国村 薫（くにむら かおる）
本作の主人公で1年生。中学から弓道を始めるが、指導者も不在で道場も無くゴム弓と巻藁のみの練習をしていたため3年間試合で1中も中てることなく地区予選落ち。電車で1時間半かけて通学している。頭頂部にアホ毛がある。
八代 千草（やしろ ちぐさ）
弓道部部長。2年生。前年、埼玉県女子個人代表としてインターハイに出場。髪型はアップ気味のツインテールでスタイル抜群。ギャル風の自分の柄じゃないと道場では不真面目だが山でひそかに猛練習をしている（部員には発覚している）。団体戦では落を担当。
木崎 咲（きざき さき）
2年生。長い黒髪を首の左側で一本結びにして前に垂らしている。冷静で雰囲気が上品。団体戦では大前を担当。絵が下手。
黄川 こころ（おうかわ こころ）
2年生。ふんわりした長い茶髪で巨乳で雰囲気や言動がおっとりしている。団体戦では二的、落前を担当。
安藤 明日美（あんどう あすみ）
2年生。おかっぱをツーサイドアップした髪型。背が低く外見も幼い。団体戦では中を担当。男嫌いなのか薫には冷たく当たる。

### 上尾北高校
埼玉県の強豪校。
春海 大輔（はるみ だいすけ）
2年生。前年の埼玉県男子個人代表。千草に振り回され体調を崩しインターハイはベスト16に終わった。千草の美しい射型に惚れている。
梅森 渚（うめもり なぎさ）
弓道部部長。2年生。左側の髪を少し編んでリボンを結び、アンダーリムの眼鏡をかけている。大輔に好意を寄せているため千草の存在が気に食わない。

## 物語の舞台
本作品の舞台は埼玉県であり、登場する高校や施設などは、基本的に架空の名称が使われている。大宮駅が登場し、「春のなでしこ弓道大会」が大宮公園弓道場で行われる。

## 単行本
講談社コミックスより全5巻。巻末には描き下ろしの4コマ漫画または、おまけマンガ、と後書き、が掲載されている。
1. 2012年3月16日発売 ISBN 978-4-06-384650-8
2. 2012年10月17日発売 ISBN 978-4-06-384755-0
3. 2013年5月17日発売 ISBN 978-4-06-384868-7
4. 2013年10月17日発売 ISBN 978-4-06-394948-3
5. 2014年4月17日発売 ISBN 978-4-06-395055-7